# Albo d'oro del campionato spagnolo di calcio
Di seguito viene elencato in ordine cronologico l'albo d'oro della Liga, massimo livello professionistico del calcio spagnolo.
Il campionato è stato sospeso per tre anni, dal 1936 al 1939 a causa della guerra civile. Nel 1936-37 fu sostituito dall'alternativa Liga Mediterránea de fútbol cui parteciparono solo le squadre della Comunità Valenciana e della Catalogna, non essendo pertanto riconosciuta come campionato spagnolo ufficiale.
Il Real Madrid, con 36 affermazioni, vanta il maggior numero di successi, il Barcellona si trova al secondo posto in questa classifica, con 28, mentre l'Atletico Madrid è terzo a quota undici, seguito dall'Athletic Bilbao con otto. Il Real Madrid può fregiarsi anche del record di cinque affermazioni consecutive, striscia conseguita per due volte, una dal 1961 al 1965 e l'altra dal 1986 al 1990.

## Albo d'oro

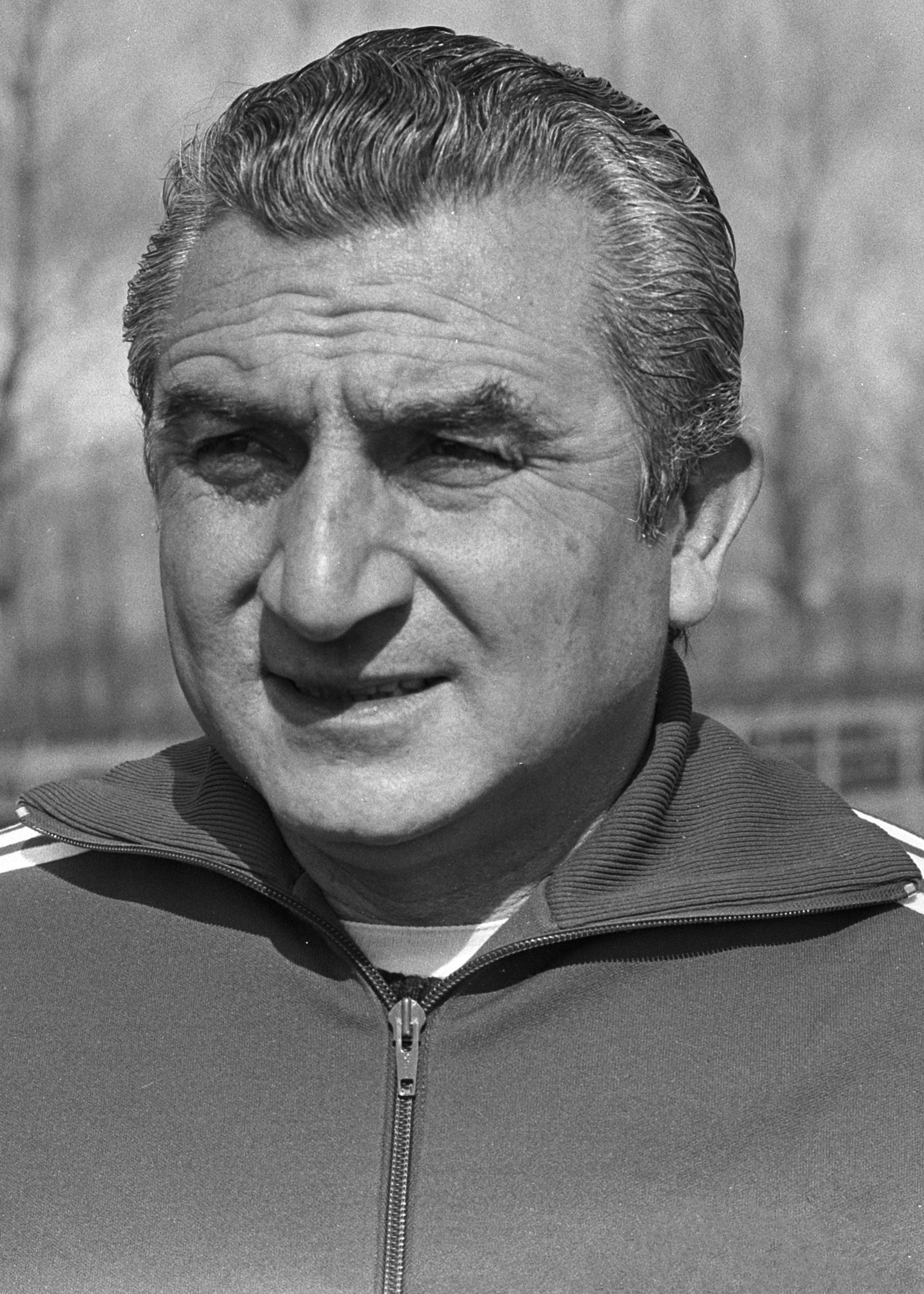
Sotto la guida di Miguel Muñoz il Real Madrid dominò il campionato, vincendolo per ben 9 volte, tra cui 5 di fila tra il 1961 e il 1965 e 3 di fila tra il 1967 e il 1969.

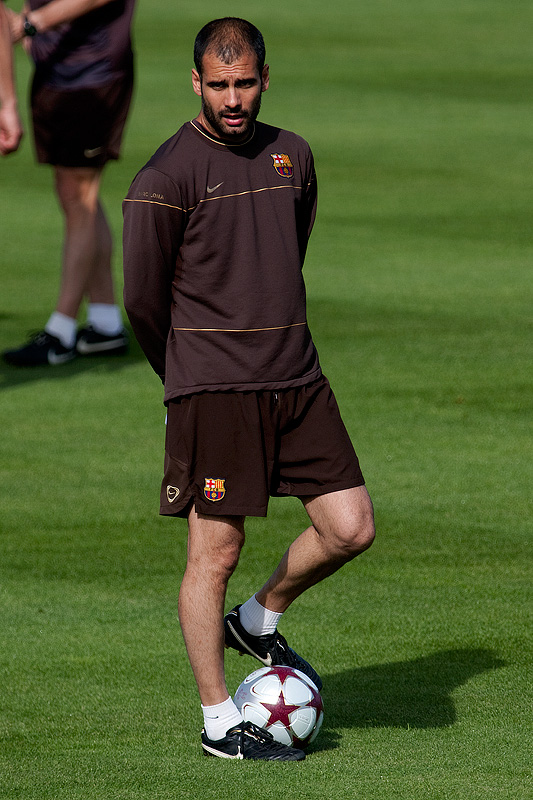
Pep Guardiola ha portato il Barcellona al successo per tre volte consecutive dal 2009 al 2011.

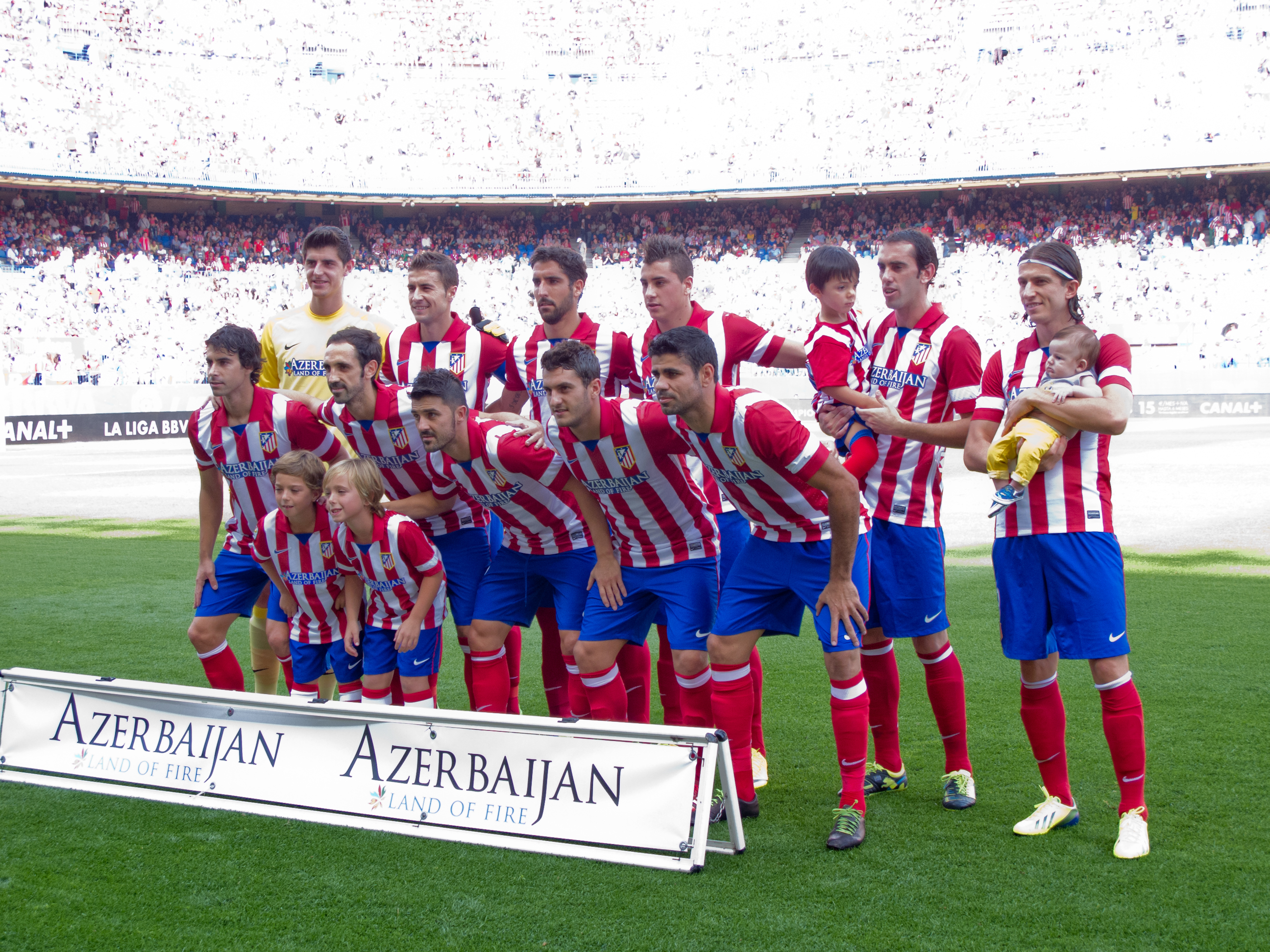
La squadra dell'Atletico Madrid prima di una partita del campionato 2013-2014, il decimo conquistato a diciotto anni di distanza dall'ultimo.

| Stagione | Vincitore               | Secondo posto       | Terzo posto         |
| -------- | ----------------------- | ------------------- | ------------------- |
| 1928-29  | Barcellona (1)          | Real Madrid         | Athletic Bilbao     |
| 1929-30  | Athletic Bilbao (1)     | Barcellona          | Arenas Getxo        |
| 1930-31  | Athletic Bilbao (2)     | Racing Santander    | Real Sociedad       |
| 1931-32  | Real Madrid (1)         | Athletic Bilbao     | Barcellona          |
| 1932-33  | Real Madrid (2)         | Athletic Bilbao     | Espanyol            |
| 1933-34  | Athletic Bilbao (3)     | Real Madrid         | Racing Santander    |
| 1934-35  | Betis (1)               | Real Madrid         | Real Oviedo         |
| 1935-36  | Athletic Bilbao (4)     | Real Madrid         | Real Oviedo         |
| 1939-40  | Atlético Aviación (1)   | Siviglia            | Athletic Bilbao     |
| 1940-41  | Atlético Aviación (2)   | Athletic Bilbao     | Valencia            |
| 1941-42  | Valencia (1)            | Real Madrid         | Atlético Aviación   |
| 1942-43  | Athletic Bilbao (5)     | Siviglia            | Barcellona          |
| 1943-44  | Valencia (2)            | Atlético Aviación   | Siviglia            |
| 1944-45  | Barcellona (2)          | Real Madrid         | Atlético Aviación   |
| 1945-46  | Siviglia (1)            | Barcellona          | Athletic Bilbao     |
| 1946-47  | Valencia (3)            | Athletic Bilbao     | Atlético Madrid     |
| 1947-48  | Barcellona (3)          | Valencia            | Atlético Madrid     |
| 1948-49  | Barcellona (4)          | Valencia            | Real Madrid         |
| 1949-50  | Atlético Madrid (3)     | Deportivo La Coruña | Valencia            |
| 1950-51  | Atlético Madrid (4)     | Siviglia            | Valencia            |
| 1951-52  | Barcellona (5)          | Athletic Bilbao     | Real Madrid         |
| 1952-53  | Barcellona (6)          | Valencia            | Real Madrid         |
| 1953-54  | Real Madrid (3)         | Barcellona          | Valencia            |
| 1954-55  | Real Madrid (4)         | Barcellona          | Athletic Bilbao     |
| 1955-56  | Athletic Bilbao (6)     | Barcellona          | Real Madrid         |
| 1956-57  | Real Madrid (5)         | Siviglia            | Barcellona          |
| 1957-58  | Real Madrid (6)         | Atlético Madrid     | Barcellona          |
| 1958-59  | Barcellona (7)          | Real Madrid         | Athletic Bilbao     |
| 1959-60  | Barcellona (8)          | Real Madrid         | Athletic Bilbao     |
| 1960-61  | Real Madrid (7)         | Atlético Madrid     | Real Saragozza      |
| 1961-62  | Real Madrid (8)         | Barcellona          | Atlético Madrid     |
| 1962-63  | Real Madrid (9)         | Atlético Madrid     | Real Oviedo         |
| 1963-64  | Real Madrid (10)        | Barcellona          | Betis               |
| 1964-65  | Real Madrid (11)        | Atlético Madrid     | Real Saragozza      |
| 1965-66  | Atlético Madrid (5)     | Real Madrid         | Barcellona          |
| 1966-67  | Real Madrid (12)        | Barcellona          | Espanyol            |
| 1967-68  | Real Madrid (13)        | Barcellona          | Las Palmas          |
| 1968-69  | Real Madrid (14)        | Las Palmas          | Barcellona          |
| 1969-70  | Atlético Madrid (6)     | Athletic Bilbao     | Siviglia            |
| 1970-71  | Valencia (4)            | Barcellona          | Atlético Madrid     |
| 1971-72  | Real Madrid (15)        | Valencia            | Barcellona          |
| 1972-73  | Atlético Madrid (7)     | Barcellona          | Espanyol            |
| 1973-74  | Barcellona (9)          | Atlético Madrid     | Real Saragozza      |
| 1974-75  | Real Madrid (16)        | Real Saragozza      | Barcellona          |
| 1975-76  | Real Madrid (17)        | Barcellona          | Atlético Madrid     |
| 1976-77  | Atlético Madrid (8)     | Athletic Bilbao     | Barcellona          |
| 1977-78  | Real Madrid (18)        | Barcellona          | Athletic Bilbao     |
| 1978-79  | Real Madrid (19)        | Sporting Gijón      | Atlético Madrid     |
| 1979-80  | Real Madrid (20)        | Real Sociedad       | Sporting Gijón      |
| 1980-81  | Real Sociedad (1)       | Real Madrid         | Atlético Madrid     |
| 1981-82  | Real Sociedad (2)       | Barcellona          | Real Madrid         |
| 1982-83  | Athletic Bilbao (7)     | Real Madrid         | Atlético Madrid     |
| 1983-84  | Athletic Bilbao (8)     | Real Madrid         | Barcellona          |
| 1984-85  | Barcellona (10)         | Atlético Madrid     | Athletic Bilbao     |
| 1985-86  | Real Madrid (21)        | Barcellona          | Athletic Bilbao     |
| 1986-87  | Real Madrid (22)        | Barcellona          | Espanyol            |
| 1987-88  | Real Madrid (23)        | Real Sociedad       | Atlético Madrid     |
| 1988-89  | Real Madrid (24)        | Barcellona          | Valencia            |
| 1989-90  | Real Madrid (25)        | Valencia            | Barcellona          |
| 1990-91  | Barcellona (11)         | Atlético Madrid     | Real Madrid         |
| 1991-92  | Barcellona (12)         | Real Madrid         | Atlético Madrid     |
| 1992-93  | Barcellona (13)         | Real Madrid         | Deportivo La Coruña |
| 1993-94  | Barcellona (14)         | Deportivo La Coruña | Real Saragozza      |
| 1994-95  | Real Madrid (26)        | Deportivo La Coruña | Betis               |
| 1995-96  | Atlético Madrid (9)     | Valencia            | Barcellona          |
| 1996-97  | Real Madrid (27)        | Barcellona          | Deportivo La Coruña |
| 1997-98  | Barcellona (15)         | Athletic Bilbao     | Real Sociedad       |
| 1998-99  | Barcellona (16)         | Real Madrid         | Maiorca             |
| 1999-00  | Deportivo La Coruña (1) | Barcellona          | Valencia            |
| 2000-01  | Real Madrid (28)        | Deportivo La Coruña | Maiorca             |
| 2001-02  | Valencia (5)            | Deportivo La Coruña | Real Madrid         |
| 2002-03  | Real Madrid (29)        | Real Sociedad       | Deportivo La Coruña |
| 2003-04  | Valencia (6)            | Barcellona          | Deportivo La Coruña |
| 2004-05  | Barcellona (17)         | Real Madrid         | Villarreal          |
| 2005-06  | Barcellona (18)         | Real Madrid         | Valencia            |
| 2006-07  | Real Madrid (30)        | Barcellona          | Siviglia            |
| 2007-08  | Real Madrid (31)        | Villarreal          | Barcellona          |
| 2008-09  | Barcellona (19)         | Real Madrid         | Siviglia            |
| 2009-10  | Barcellona (20)         | Real Madrid         | Valencia            |
| 2010-11  | Barcellona (21)         | Real Madrid         | Valencia            |
| 2011-12  | Real Madrid (32)        | Barcellona          | Valencia            |
| 2012-13  | Barcellona (22)         | Real Madrid         | Atlético Madrid     |
| 2013-14  | Atlético Madrid (10)    | Barcellona          | Real Madrid         |
| 2014-15  | Barcellona (23)         | Real Madrid         | Atlético Madrid     |
| 2015-16  | Barcellona (24)         | Real Madrid         | Atlético Madrid     |
| 2016-17  | Real Madrid (33)        | Barcellona          | Atlético Madrid     |
| 2017-18  | Barcellona (25)         | Atlético Madrid     | Real Madrid         |
| 2018-19  | Barcellona (26)         | Atlético Madrid     | Real Madrid         |
| 2019-20  | Real Madrid (34)        | Barcellona          | Atlético Madrid     |
| 2020-21  | Atlético Madrid (11)    | Real Madrid         | Barcellona          |
| 2021-22  | Real Madrid (35)        | Barcellona          | Atlético Madrid     |
| 2022-23  | Barcellona (27)         | Real Madrid         | Atlético Madrid     |
| 2023-24  | Real Madrid (36)        | Barcellona          | Girona              |
| 2024-25  | Barcellona (28)         | Real Madrid         | Atlético Madrid     |

## Statistiche

### Titoli per squadra
| Squadra             | Titoli | Stagioni |
| ------------------- | ------ | --- |
| Real Madrid         | 36     | 1931-1932, 1932-1933, 1953-1954, 1954-1955, 1956-1957, 1957-1958, 1960-1961, 1961-1962, 1962-1963, 1963-1964, 1964-1965, 1966-1967, 1967-1968, 1968-1969, 1971-1972, 1974-1975, 1975-1976, 1977-1978, 1978-1979, 1979-1980, 1985-1986, 1986-1987, 1987-1988, 1988-1989, 1989-1990, 1994-1995, 1996-1997, 2000-2001, 2002-2003, 2006-2007, 2007-2008, 2011-2012, 2016-2017, 2019-2020, 2021-2022, 2023-2024 |
| Barcellona          | 28     | 1928-1929, 1944-1945, 1947-1948, 1948-1949, 1951-1952, 1952-1953, 1958-1959, 1959-1960, 1973-1974, 1984-1985, 1990-1991, 1991-1992, 1992-1993, 1993-1994, 1997-1998, 1998-1999, 2004-2005, 2005-2006, 2008-2009, 2009-2010, 2010-2011, 2012-2013, 2014-2015, 2015-2016, 2017-2018, 2018-2019, 2022-2023, 2024-2025                                                                                         |
| Atlético Madrid     | 11     | 1939-1940, 1940-1941, 1949-1950, 1950-1951, 1965-1966, 1969-1970, 1972-1973, 1976-1977, 1995-1996, 2013-2014, 2020-2021 |
| Athletic Bilbao     | 8      | 1929-1930, 1930-1931, 1933-1934, 1935-1936, 1942-1943, 1955-1956, 1982-1983, 1983-1984 |
| Valencia            | 6      | 1941-1942, 1943-1944, 1946-1947, 1970-1971, 2001-2002, 2003-2004 |
| Real Sociedad       | 2      | 1980-1981, 1981-1982 |
| Deportivo La Coruña | 1      | 1999-2000 |
| Siviglia            | 1      | 1945-1946 |
| Betis               | 1      | 1934-1935 |

### Titoli per città
| Città         | Titoli | Squadre                                |
| ------------- | ------ | -------------------------------------- |
| Madrid        | 47     | Real Madrid (36), Atlético Madrid (11) |
| Barcellona    | 28     | Barcellona (28)                        |
| Bilbao        | 8      | Athletic Bilbao (8)                    |
| Valencia      | 6      | Valencia (6)                           |
| San Sebastián | 2      | Real Sociedad (2)                      |
| Siviglia      | 2      | Betis (1), Siviglia (1)                |
| La Coruña     | 1      | Deportivo La Coruña (1)                |

### Titoli per comunità autonome
| Comunità            | Titoli | Squadre                                |
| ------------------- | ------ | -------------------------------------- |
| Madrid              | 47     | Real Madrid (36), Atlético Madrid (11) |
| Catalogna           | 28     | Barcellona (28)                        |
| Paesi Baschi        | 10     | Athletic Bilbao (8), Real Sociedad (2) |
| Comunità Valenciana | 6      | Valencia (6)                           |
| Andalusia           | 2      | Betis (1), Siviglia (1)                |
| Galizia             | 1      | Deportivo La Coruña (1)                |